# Acid house (kniha)
Acid house je sbírka povídek britského spisovatele Irvina Welshe z roku 1994. Kniha popisuje edinburskou „spodinu“, podobně jako autorovo známější dílo Trainspotting. Povídky jsou psané syrovým jazykem nebo jinak syrovým vypravěčstvím, které zachycuje dialogy bez soudu vypravěče.
V České republice vydalo knihu nakladatelství Maťa v roce 1999 a Argo v roce 2008.

## Obsah
- Acid house
- Akvárium
- Babička je smažka
- Bouchačka
- Chytrák
- Čtvero sexuálních debaklů
- Dům hluchýho Johna
- Dva filozofové
- Euroodpad
- Jak se Lízina matka setkala s královnou matkou
- Kde se trosky dotýkají moře
- Poslední útočiště na Jadranu
- Přes chodbu
- Prostě moc měkej
- Smrt v přímém přenosu
- Sport pro všechny
- Stavebnice sněhuláka pro veverčáka Rica
- Stokenewingtonský blues
- To neva
- Ucpanej systém
- Wayne Foster
- Záležitost mužstva Granton Star

## Vznik knihy
Welsh se o okolnostech vzniku knihy vyjádřil následovně:
| „              | Když jsem dokončil Trainspotting, prostě jsem psal dál. Užíval jsem si to a stalo se to mým koníčkem, takže jsem neviděl důvod přestat. Nejvíc povídek jsem napsal když jsem měl být v Edinburské radě. Líbila se mi svoboda být víc a víc surrealistický. | “ |
| — Irvine Welsh | |   |

Dále prohlásil, že i přes jeho zalíbení v adaptaci Acid housu by už na žádné další nespolupracoval; nelíbilo se mu vracení se k práci, kterou již dokončil.

## Adaptace
- Acid house (1998) - film pojednává o skotské mládeži a vznikl složením některých povídek z knihy. Režisér Paul McGuigan byl za snímek oceněn na Stockholmském filmovém festivalu cenou Fipresci pro surrealistické podání skotské spodiny.[5]
- Ucpanej systém (2012) - divadelní zpracování Dejvického divadla v režii Michala Vajdičky a Daniela Majlinga. Jedná se o zakomponování všech povídek do jedné edinburské putyky, kde se odehrává celý děj. Inscenace byla oceněna cenou Alfréda Radoka za nejlepší inscenaci roku 2012 a za nejlepší mužský herecký výkon za roli Boha v podání Ivana Trojana.[6]

## Překlady
První překlad do češtiny zpracoval Vít Malinovský a vyšel v roce 1999 v nakladatelství Maťa.. Druhý překlad Olgy Bártové vyšel v roce 2008 nakladatelství Argo..